# Gynäkomastie

Mann mit Körperbehaarung und echter Gynäkomastie

Gynäkomastie (aus griechisch γυνή (gynē) = Frau und μαστός (mastos) = Brust) ist die ein- oder doppelseitige Vergrößerung der Milchdrüse beim Mann.
Die echte Gynäkomastie durch Vermehrung des Drüsengewebes muss dabei von einer unechten Gynäkomastie (Pseudogynäkomastie) durch Fetteinlagerung (Lipomastie, Adipomastie) – wie sie bei Übergewicht und Fettsucht (Adipositas) auftritt – unterschieden werden.
Gynäkomastie ist eine Anomalie und keine Krankheit. Diese Art von Brustveränderung kann je nach sozialem Umfeld unproblematisch sein, von betroffenen Männern aber auch als peinlich empfunden werden und zu teilweise erheblichen Störungen des Selbstvertrauens führen.

## Arten der Gynäkomastie

### Normale physiologische Veränderung (idiopathische Form)

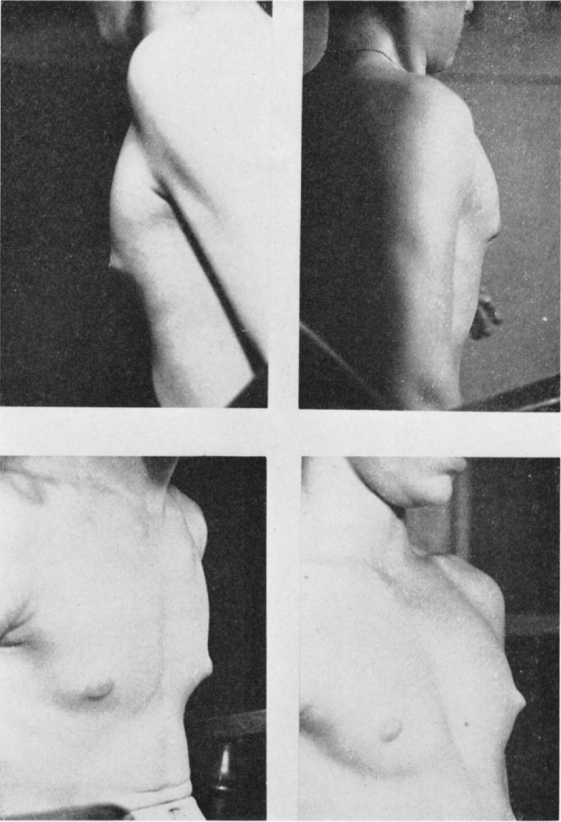
Pubertätsgynäkomastie

- mit Vergrößerung des Brustdrüsenkörpers
  - Neugeborenengynäkomastie: Bei Neugeborenen findet man in bis zu 90 % eine Gynäkomastie[1][2] Sie wird durch die weiblichen Hormone der Mutter ausgelöst, die über die Plazenta auf das Neugeborene übertragen wurden und sich nach der Geburt wieder zurückbildet.
  - Pubertätsgynäkomastie: entsteht bei etwa 40–70 % der Jungen im Verlauf der Pubertät[1] und bildet sich in aller Regel, aber nicht immer, vollständig zurück. Lange Zeit glaubte man, dass dieses pubertäre Brustwachstum durch die erhöhte Östrogenbildung und eine dadurch bedingte Verschiebung des Östrogen/Testosteron-Verhältnisses in Richtung Östrogen verursacht ist. Durch eine Studie in Dänemark konnte diese Annahme nicht bestätigt werden. Vielmehr sprechen neue Befunde dafür, dass der signifikant erhöhte insulinähnliche Wachstumsfaktor Insulin-like growth factor 1 (IGF-1) zusammen mit den erhöhten Östrogenen dieses Brustwachstum bewirkt, bei ebenfalls erhöhtem Testosteronspiegel und damit einem unveränderten Verhältnis von Östrogenen zu Testosteron.[3]

- mit oder ohne Vergrößerung des Brustdrüsenkörpers
  - Altersgynäkomastie: Bei Erwachsenen wird das Auftreten von 30–40 % eher geringer Befunde festgestellt.[1] Mit zunehmendem Alter erhöht sich der Anteil der Fettgewebsmasse im Vergleich zur abnehmenden Körpermasse, dadurch erhöht sich auch die Umwandlung von männlichen Hormonen (Androgene) in weibliche Hormone (Östrogene) im Fettgewebe. Gleichzeitig dazu nimmt die männliche Hormonbildung im Hoden ab, was dazu führt, dass die hormonelle Unterdrückung der Ausbildung eines Brustdrüsenkörpers unterbleibt.
- ohne Vergrößerung des Brustdrüsenkörpers
  - Pseudogynäkomastie (auch Lipomastie resp. bei allgemeiner Fettsucht (Adipositas) Adipomastie genannt). Der Übergang vom Übergewicht zur Adipositas wird etwa bei einem Body-Mass-Index (BMI) von 30 erreicht. Bei einer unechten Gynäkomastie (ohne Wachstum der Brustdrüse) entsteht eine äußerlich aufgeblähte Brust durch Lipideinlagerung (Lipomastie bei Adipositas) oder durch regionale Tumoren wie beispielsweise ein Lipom.[4]

Die jeweiligen Häufigkeitsangaben in der medizinischen Literatur unterscheiden sich stark, da möglicherweise methodische Probleme in der Erfassung und Klassifikation der unterschiedlichen Gynäkomastiearten bestehen.

### Echte Gynäkomastie

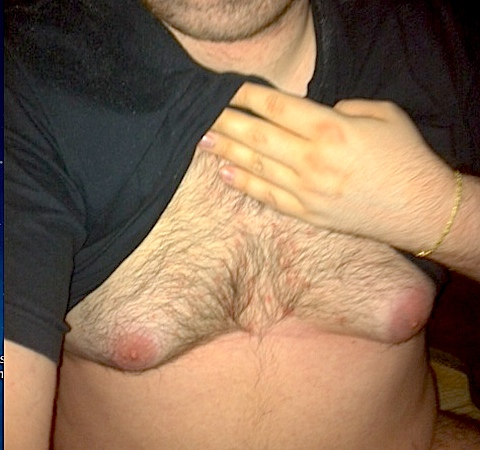
Gynäkomastie

Eine echte Gynäkomastie mit Vergrößerung des Brustdrüsenkörpers ist keine eigenständige Erkrankung, sondern ein Symptom einer endokrinen Störung, die zu einer Östrogen-Androgen-Imbalance des Organismus geführt hat. So können verschiedene hormonale Störungen beziehungsweise Erkrankungen, eine Kastration oder auch Nebenwirkungen von Medikamenten zu einer Brustvergrößerung führen:
- Mangel an männlichen Hormonen (Hypogonadismus)
- Erhöhte Östrogenbildung (Hyperöstrogenismus)
- Chronische Erkrankungen (Nierenversagen, Leberversagen, Alkoholmissbrauch)
- angeborene Erkrankungen wie Aromatase-Exzess-Syndrom
- Brustkrebs (sehr selten)
- Medikamente;[5][6] neben Hormonen gehören zu den häufigsten Auslösern:
  - Säureblocker wie Cimetidin, Ranitidin oder Omeprazol
  - der Aldosteronantagonist Spironolacton
  - das Prostatamittel Finasterid
  - Herzglykoside wie Digoxin
  - Calciumantagonisten vom Typ Nifedipin oder Verapamil
  - Neuroleptika vom Phenothiazintyp wie Risperidon oder Sulpirid.

## Ursachen
Ursachen der echten Gynäkomastie sind in der Regel Störungen im Hormonhaushalt. Dabei lassen sich im Wesentlichen unterscheiden:
- erhöhte Ansprechbarkeit des Brustgewebes auf weibliche Geschlechtshormone
- Vorhandensein von erhöhten Mengen an weiblichen Geschlechtshormonen, z. B. bei der Hormontherapie des Prostatakarzinomes, bei östrogenproduzierenden Hodentumoren und Erkrankungen der Hypophyse und des Hypothalamus. Auch in der Pubertät kann ein Überschuss an Östrogen entstehen, der die Brust anwachsen lässt (Pubertätsgynäkomastie).
- verringerte Produktion von männlichen Geschlechtshormonen (wie bei Unterfunktion der Keimdrüsen oder bei Altersgynäkomastie durch verringerte Hormonbildung im Hoden bei gleichzeitigem Östrogenüberschuss)
- Nebenwirkung gewisser Medikamente (siehe Liste im vorhergehenden Absatz).
- Anwendung von ätherischen Ölen mit östrogener beziehungsweise antiandrogener Wirkung wie Teebaumöl und Lavendelöl, insbesondere bei Jugendlichen.[7][8]
- Aufnahme hoher Hormonkonzentrationen durch die Ernährung, insbesondere durch hormonbehandeltes Fleisch
- Testosterongaben (medizinisch indiziert oder als Anabolika), da dieses im Fett- und Muskelgewebe mittels des Enzyms Aromatase teilweise in Östrogen umgewandelt wird.
- davon unabhängige Ursachen wie Schilddrüsenerkrankungen, Leberzirrhose und die Dialyse bei Niereninsuffizienz (Nierenversagen)
- Vorliegen des Karyotyps 47,XXY mit Gynäkomastie als ein Phänotyp des Klinefelter-Syndroms.

Beim einseitigen Befund der Gynäkomastie ist auch beim Mann das Vorliegen eines Mammakarzinomes (Brustkrebs) nicht auszuschließen. Meist handelt es sich jedoch um ein Fibroadenom der Brust.
In Europa ist beschrieben, dass der übermäßige Genuss von mit Hopfen gebrautem Bier durch den Gehalt der Hopfenblüten an Phytoöstrogenen an der Entstehung einer Gynäkomastie beteiligt sein kann. Gleichwohl ist die hohe Zufuhr von Nahrungsenergie bei der Aufnahme alkoholischer Getränke wesentlich (Zunahme des Körperfettes – sogenannte „falsche Gynäkomastie“).
In einer Studie wurde ein gehäuftes Vorkommen bei Soldaten des Wachbataillons beim Bundesministerium der Verteidigung festgestellt. Die Studie basiert auf 211 operativen Brustverkleinerungen bei Soldaten, davon 35 Wachsoldaten, und einer gesunden Kontrollgruppe.

## Behandlung
Bei der echten Gynäkomastie ist aus gesundheitlicher Sicht in der Regel kein Eingriff nötig. Da eine durch das soziale Umfeld bedingte psychische Belastung sehr hoch sein kann, besteht sehr wohl Bedarf, dem Brustwachstum entgegenzuwirken, dieses zu unterbinden oder auch das Brustdrüsengewebe zu entfernen.

### Vorbeugung vor Medikamenteneinsatz
Durch eine Bestrahlung des Brustgewebes kann die Bildung einer Gynäkomastie bei dem Einsatz von Antiandrogenen – beispielsweise bei der Therapie eines Prostatakarzinoms – teilweise oder ganz verhindert werden. Die Erfolgsrate dieser Prophylaxe liegt zwischen 60 und 92 %.

### Linderung von Beschwerden
Bei einer ausgeprägten Gynäkomastie können sich Beschwerden wie Mastodynie (Druckgefühl, Schmerzen in der Brust), Überempfindlichkeit der Brustwarzen oder Hautreizungen in der Brustfalte einstellen. Auch die Bewegung des Gewebes kann als unangenehm empfunden werden. Beim Sport kann letzteres zu starken Schmerzen führen. Kompressionsshirts oder Büstenhalter (insbesondere ein Sport-BH) können in diesen Fällen Linderung verschaffen.

### Veränderung der Brust durch Einnahme von Hormonpräparaten
Häufig wird versucht, die Rückbildung der Brust durch Einnahme von Hormonpräparaten herbeizuführen, was jedoch nicht in allen Fällen und nur bei früher Erkennung zum gewünschten Erfolg führt.

### Operative Brustverkleinerung
Wird die Brust durch einen operativen Eingriff verkleinert, geschieht dies meist durch einen kurzen Schnitt am Rand des Brustwarzenhofes, durch den das Drüsengewebe und eventuell überschüssiges Körperfett entfernt werden.
Eine Operation ist jedoch nur eine Behandlung des Symptoms, nicht der Ursachen der Gynäkomastie. Eine nachhaltige Behandlung erfordert deshalb je nach Ursache der Brustvergrößerung:
- Änderung der Ernährung (Gewichtsreduktion, weniger Alkohol)
- Nach Möglichkeit Absetzen von gynäkomastie-auslösenden Medikamenten
- Bei bestehendem Androgenmangel kann männliches Hormon substituiert werden, Nebenwirkungen sind zu beachten (siehe auch Testosteronzufuhr).